# 主力艦

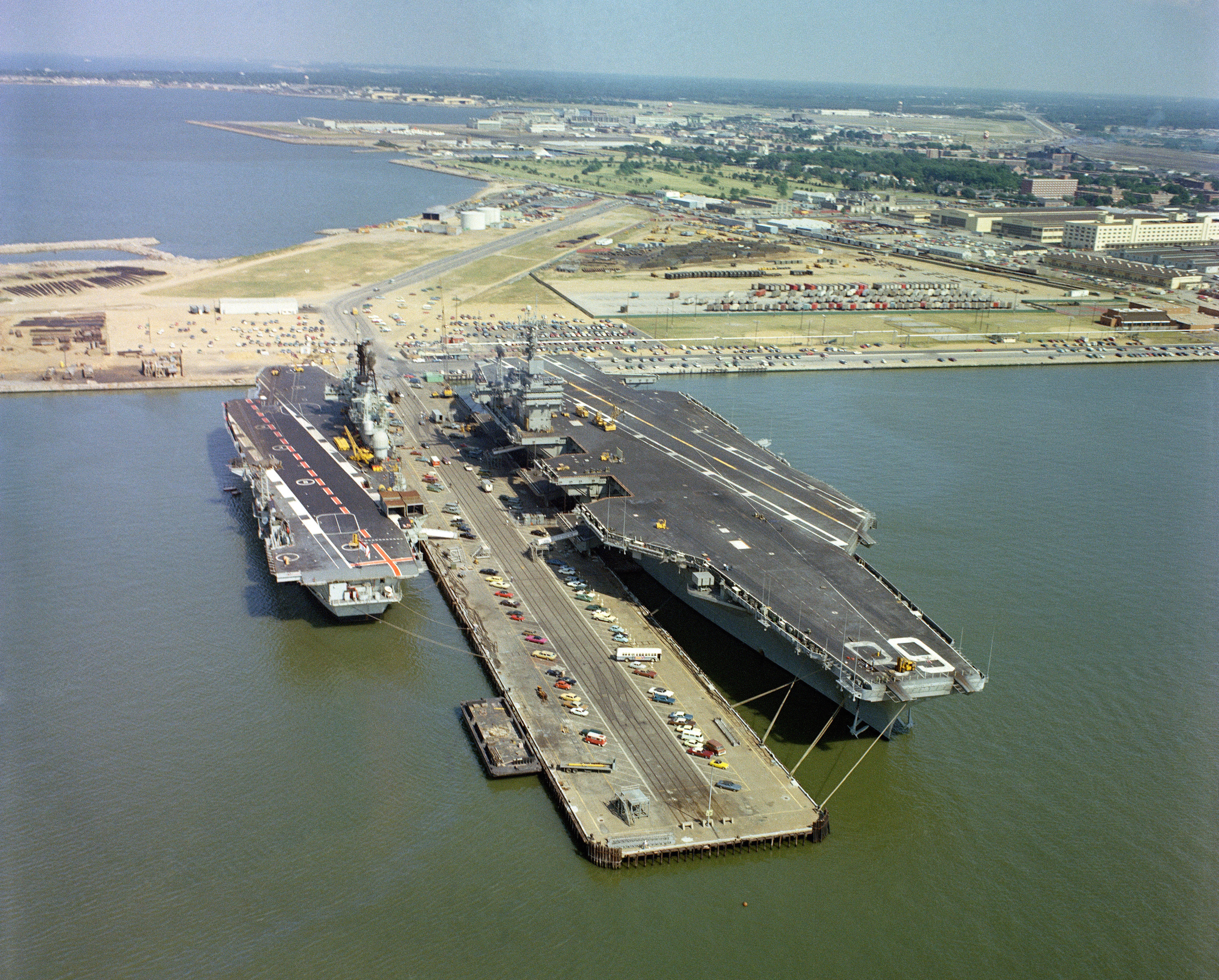
航空母艦經常是現代藍水海軍的主力艦。

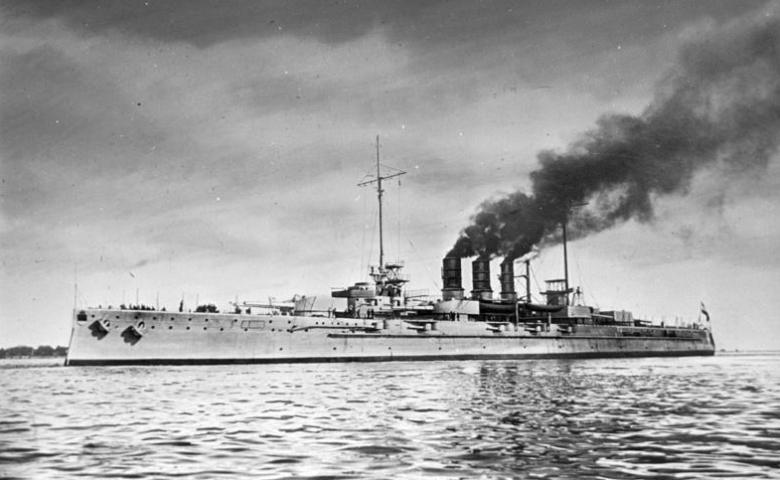
在風帆戰艦被淘汰後，戰列艦成為各國海軍新世代的主力艦，並持續到了第二次世界大戰結束前。圖為德意志帝國海軍黑爾戈蘭號戰艦。

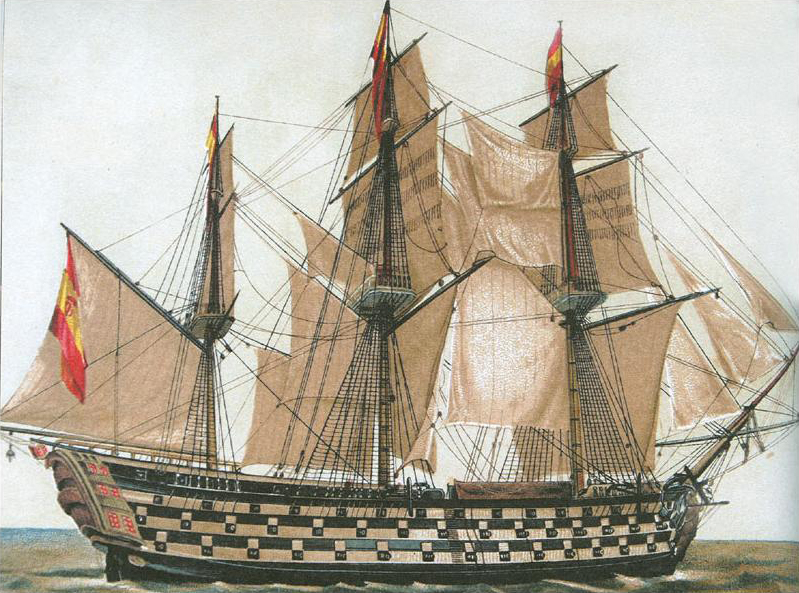
風帆戰艦是各國海軍於大航海時代的主力艦。圖為西班牙海軍的聖塔安納號戰艦，是一艘非常巨大的風帆戰艦，共裝備了112門火炮。

主力艦（英語：Capital ship）是各國海軍中最重要的軍艦。主力艦的體積通常較其他海軍艦艇大得多，且經常擔任艦隊中領導艦或旗艦的角色。
美國作家威廉·林德在其著作《America Can Win》第90頁中對主力艦的定義如下：「具備以下這些特徵的海軍艦艇可被稱為主力艦：若主力艦被擊沉，其所屬的海軍亦將隨之崩解；但縱使海軍已被擊潰，主力艦依然能保有作戰能力。主力艦所應具備的另一項特徵是主力艦的主要對手應是敵方主力艦。」
通常而言，各國海軍不會正式地將主力艦列為一種分級標準，也不會明白地表示某艘艦艇擁有主力艦的地位；不過，主力艦的概念卻是海事戰略中相當重要的一環。舉例而言，在同一戰區中的兩國海軍僅需以主力艦作為評斷軍力的標準，而無須特別考慮噸位數或主砲口徑。
這種概念最知名的例子莫過於由阿爾弗雷德·賽耶·馬漢少將所提出的《海軍戰略論》，後來更被實際運用於第二次世界大戰期間防禦新加坡的具體戰略依據；當時的英國皇家海軍面臨到其戰艦與戰鬥巡洋艦應如何妥善分配於大西洋與太平洋兩個戰區間的難題，而依據主力艦的概念，大西洋戰區所要應對的威脅主要來自於納粹德國海軍的U型潛艇，而在太平洋戰場的大日本帝國海軍則擁有為數龐大的水面艦艇，因此將大型水面艦艇部署至太平洋，而大西洋戰區中僅保留小型的驅逐艦等艦艇作為主力艦即可。此外，大日本帝國海軍亦採納了《海軍戰略論》的主力艦概念，進而促使其突襲停泊於珍珠港的美國海軍太平洋艦隊，以削弱其主力艦在太平洋上的影響力。太平洋戰區的地理環境特色使地面部隊幾乎無法發揮作用，因而迫使美國海軍以戰艦與航空母艦作為其在太平洋戰爭中的主力艦。歐洲戰場的戰事則多以地面作戰為主，因此納粹德國的水面艦隊規模較小，而盟軍在大西洋海戰中亦相對地僅以驅逐艦或驅逐護衛艦作為護衛船團的主力艦。

## 大航海時代
在19世紀末葉的全鐵甲戰艦出現以前，大航海時代的主力艦主要指的是依據英國皇家海軍的分級標準而被歸類為第一級、第二級或第三級的風帆戰艦，其標準如下：
- 第一級戰艦（英语：First-rate）：配備100門或更多火炮，通常裝載於三到四層甲板中。然而，四層甲板的戰艦在惡劣的海象中表現不佳，而且底層甲板的火炮組除非在風平浪靜時，否則經常因海水灌入而幾乎無法射擊。
- 第二級戰艦（英语：Second-rate）：配備90至98門火炮。
- 第三級戰艦（英语：Third-rate）：配備64至80門火炮。
- 第四級戰艦（英语：Fourth-rate）：配備46至60門火炮。1756年時，這類戰艦被認為火力過於薄弱而不適於勝任主力艦角色，因此多半被當作輔助艦艇使用。不過，這類戰艦也因噸位較輕而可航行於北海較淺的區域；第一級至第三級戰艦於此種區域行動則有擱淺的危險。

巡防艦被歸類為第五級戰艦；第六級戰艦則包括了一些小型巡防艦或護衛艦等水面艦艇。拿破崙戰爭結束後至19世紀晚期，部分火力較強的巡防艦被重新歸類為第四級戰艦。

## 戰艦與戰鬥巡洋艦
「主力艦」這個名詞首先於1909年被提出，後更於1920至30年代的《華盛頓海軍條約》、《倫敦海軍條約》與《第二次倫敦海軍條約》等裁軍條約中獲正式定義。上述各條約所欲規範的主力艦主要指的是自無畏號戰艦下水後大量出現的無畏艦與戰鬥巡洋艦。
20世紀時，尤其是第一次世界大戰與第二次世界大戰期間的主力艦主要以戰艦與戰鬥巡洋艦為主。這兩類艦艇的排水量大約都在20,000噸左右，二戰後期的戰艦甚至可達70,000噸（如大和級戰艦），且備有大口徑艦砲與厚重的裝甲防護。
儘管重巡洋艦也是20世紀上旬相當重要的海軍艦艇，但卻不被認為是主力艦的一種；然而，第二次世界大戰期間的德國級裝甲艦卻是一著名的例外。該級艦的整體規格較一般的重巡洋艦小，但卻配有不成比例的大口徑主砲，因此被視為納粹德國海軍主力艦的代表（英國人稱之為「口袋戰艦」或「袖珍戰艦」）。
冷戰期間，蘇聯海軍的基洛夫級飛彈巡洋艦擁有可與二戰時代的戰艦或戰鬥巡洋艦匹敵的排水量噸位，並成為該時期主力艦的典型。不過，單純以技術觀點來看，基洛夫級僅不過是使用核子動力的超大型導彈巡洋艦。

## 航空母艦
航空母艦直至1942年下半年才終於被認為是主力艦的一種。珍珠港事件後，太平洋艦隊損失了八艘戰艦；美國海軍也因此被迫依賴航空母艦進行反擊。
21世紀時，航空母艦已成為碩果僅存的主力艦（戰鬥巡洋艦於二戰結束不久後即遭淘汰，而戰艦則於美國海軍的密蘇里號戰艦除役後消失），且評定航空母艦性能的依據不再是艦砲的口徑與數量，而是甲板供戰機起降的能力。美國海軍擁有目前世界上最龐大的航空母艦艦隊，其現役的超級航空母艦高達10艘，每艘均可載運並供約100架戰機起降；此外，美國海軍還擁有12艘兩棲突擊艦可供調遣。
儘管航空母艦在海軍佔有相當重要的地位，但美國海軍卻未如二戰期間以美國國內的州名為主力艦命名的模式為航空母艦命名（如愛荷華級戰艦）；相反的，州名在今日的美國海軍內是核子潛艇命名的主要依據（如俄亥俄級核子潛艇）。

## 核子潛艇
彈道飛彈潛艦是現代各國海軍相當重要的艦艇，且擁有與早期戰艦相仿的排水量噸位 ，但這類艦艇卻被視為一國海軍的核威懾武力平台，而不會如主力艦一般參與制海任務。儘管如此，包括英國皇家海軍與美國海軍在內的多國海軍仍視核子潛艇為主力艦之一，並經常以早期戰艦的艦名為其命名，如英國皇家海軍所屬的無畏號潛艇與先鋒號潛艇。
在美國海軍第一艘裝備三叉戟飛彈的彈道飛彈潛艦下水後（俄亥俄級潛艦），其便以美國州名為這些潛艇命名，以表彰它們在海軍中作為主力艦的地位。先前裝備海神彈道飛彈的潛艇均未以州名命名。在俄亥俄級潛艇完工後，維吉尼亞級核動力攻擊潛艦等潛艇亦開始以州名命名。早期的攻擊潛艇則是以主要城市作為命名依據，如洛杉磯級核動力攻擊潛艦即為適例。

## 命名模式
部分國家的海軍會將特定名稱保留予主力艦。這些名稱包括國家領導人（如俾斯麥）、重要地點、歷史上重要的軍官或將軍、歷史事件或物件（如憲法號護衛艦），以及傳統名稱（如皇家方舟號）。然而，這種命名規則仍然存在著部分例外。
在德克薩斯號戰艦（美國海軍第一艘戰艦）以後，美國海軍便開始了以美國州名為主力艦命名的傳統。另外亦有少數艦艇是以美國領土（僅出現於二戰前與二戰中）、大型城市（主要是巡洋艦）或美國總統（例如早期的攻擊潛艦與後期的航空母艦）命名。第二次世界大戰前與戰時，大日本帝國海軍的艦艇命名模式則有特定依據，請參照日本海軍艦艇命名慣例。
此外，在俄亥俄級潛艦完工後，美國海軍所屬的彈道飛彈潛艦均以美國州名命名。俄亥俄級的最後一艘潛艦交貨後，美國海軍開始將州名用於攻級潛艇的命名上（如維吉尼亞級核動力攻擊潛艦）。